# Гугнін Микола Павлович
Гугнін Микола Павлович (*29 липня 1916, Фащівка — †7 грудня 1987) — радянський військовий льотчик, Герой Радянського Союзу (1946), у роки німецько-радянської війни здійснив 260 успішних бойових вильоти, у тому числі 157 - на супровід штурмовиків і бомбардувальників, 75 - на дальню розвідку в глибокий тил ворога, 28 - на штурмовку противника. У 50 повітряних боях особисто збив 15 і в складі групи - 4 ворожих літака.

## Біографія
Народився 29 липня 1916 року в селі Фащівка (зараз Грязінський район Липецької області) в сім'ї робітника. Росіянин. Закінчив Воронезький авіаційний технікум. У 1940 році призваний до лав Червоної Армії. У 1941 році закінчив Єгор'євську військово-авіаційну школу льотчиків.

### Під час війни
У боях війни з жовтня 1941 року. Воював на Західному, 1-му і 2-му Українських фронтах. До середини-лютого 1942 здійснив 27 бойових вильотів, прикриваючи штурмовики і бомбардувальники.

#### 1942
У березні 1942 року Гугнін приймає під командування ланку винищувачів і отримує звання молодшого лейтенанта.
Влітку 1942 року на Західному фронті командир ланки молодший лейтенант Гугнін отримав завдання прикрити від нальоту ворожої авіації радянські сухопутні війська в районі міста Сухиничи. До залізничному вузлу наближалася велика група "юнкерсів" у супроводі "Мессершмітт". Гугнін підняв ланку по тривозі і повів її назустріч противнику. З першої ж атаки Гугнін збив головний "Юнкерс". Мабуть, черга прошила паливні баки. Ворожий літак миттєво вибухнув. Гугнін кинувся за другим бомбардувальником і влучною чергою підпалив його. "Юнкерс" врізався в землю.
Потім були нові бої. Ланці винищувачів Н.П. Гугнін іноді доводилося робити по 3-4 бойових вильоту в день. У 1942 році, Гугнін в одному з повітряних боїв, ризикуючи собою, врятував життя командира - підполковника Ф. І. Шинкаренко. У хвіст літака Шинкаренко прилаштувався "Мессер" і вже приготувався до атаки. Гугнін, побачивши це, справив несподіваний маневр і точною чергою збив "Мессер" і відразу ж атакував другого та збив і його.
У травні 1942 року, його призначили вже заступником командира ескадрильї. Ще через місяць Гугнін отримує звання лейтенант.
7 серпня 1942, черговий повітряний бій. Батальйонний комісар розстріляв весь боєзапас. Німці це відразу зрозуміли і почали за ним полювання. Н.П. Гугнін, собою прикрив комісара. Супроводжував його до приземлення на аеродромі. А Ме-109, тим часом, переключилися на веденого. Гугнін робить бойовий розворот і впритул одного з них збиває. Але на хвості у нього ще два Ме-109. Льотчик робить "гірку", переворот і кидається в лобову атаку. Противник потягнув ручку на себе, тут же отримав уздовж фюзеляжу смертельну чергу.
У жовтні 1942 року Гугнін призначається на посаду командира авіаційної винищувальної ескадрильї, а через місяць отримує військове звання старший лейтенант.

#### 1943
На початку 1943 року ескадрилья Гугніна першою в полку починає переучуватися на нову техніку - винищувач Як-7. Тільки в лютому 1943 року, швидко освоївши нову техніку, ескадрилья провела 29 успішних штурмовок, в яких було знищено 5 танків, 10 візків з боєприпасами, 150 солдатів і офіцерів противника. У 9-ти повітряних боях Гугнін особисто збиває 3 ворожих літака і ще 2 у складі групи.
3 травня йому присвоєно звання капітан. Особливо відзначився Гугнін в липні 1943 року, здобувши у повітряних боях кілька перемог. Одного разу його група, вилетівши на супровід Іл-2, зустріла 14 винищувачів FW-190. Втрат ні винищувачі, штурмовики ні не понесли. Одного "Фокера" було збито Гугніним.
16 липня 1943 виконав 7 бойових вильотів, провів 5 повітряних боїв і знищив 3 літаки ворога.
Наприкінці 1943 року Н.П. Гугнін приймає посада штурмана полку.

#### 1944
Під час наступу радянських військ в районі Львова льотчики полку, ведені Гугнін, прикривали штурмову авіацію. Тільки за 16 липня 1944 року вони провели 14 повітряних боїв, збили 23 ворожих літака. У цей же день, супроводжуючи штурмовиків в районі Радехова, 8 наших винищувачів на чолі зі старшим лейтенантом Гугнін зустріли повітряного противника. Німецькі льотчики вдалися до хитрощів. Пара FW-190 як "приманка" підійшла до наших літакам зверху. У цей час ще 6 "Фоккер" спробували непомітно підкрастися до штурмовиків знизу. Гугнін розгадав задум противника. Одній ланці він наказав атакувати нижню шістку з тим, щоб скувати винищувачів ворога і не допустити їх до штурмовиків. Друга ланка атакувало верхню пару. Не втративши жодного літака, наші льотчики збили 4 винищувачі противника. А штурмовики, надійно прикриті групою Гугнін, успішно виконали бойову задачу.
16 листопада 1944 четвірка "Яків" на чолі з М. П. Гугнін отримала наказ супроводжувати до мети і назад шістку Іл-2. На маршруті вони зустріли 22 ворожих винищувача. Гугнін вирішив атакувати ворога. Набравши висоту, на максимальній швидкості атакував ведучого і збив його. Стрій ворожих машин розпався. Цим відразу скористалися льотчики нашого ланки. Противник, втративши 6 літаків, відступив. Наші винищувачі втрат не мали, а штурмовики відмінно виконали бойове завдання - завдали потужного удару по вузлу опору в районі міста Сольнок.
Наступного дня, 17 листопада 1944 року, майор Гугнін був ведучим четвірки Як-1. В ході зав'язалася повітряної сутички льотчики його групи збили 4 ворожі машини.

#### 1945
Гугнін брав участь у боях під Москвою, в звільнення Орла, Брянська, Полтави, Києва, Житомира, Вінниці, Львова, Бухареста, Будапешта, Відня.
Останній бойовий виліт льотчик здійснив 8 травня 1945 року на штурмовку ворожих військ в районі Відня. Усього за роки війни Гугнін здійснив 260 успішних бойових вильотів, у тому числі 157 — на супровід штурмовиків і бомбардувальників, 75 — на дальню розвідку в глибокий тил ворога, 28 — на штурмовку противника. У 50 повітряних боях особисто збив 15 і в складі групи — 4 ворожих літака. Багато з його перемог були досягнуті у повітряних боях під час вильотів на розвідку в глибокий тил, майже завжди при чисельній перевазі супротивника.

### Повоєнні роки
Указом Президії Верховної Ради СРСР від 15 травня 1946 року за мужність і героїзм, проявлені в повітряних боях з німецько-фашистськими загарбниками майору Миколі Павловичу Гугнін присвоєно звання Героя Радянського Союзу з врученням ордена Леніна і медалі "Золота Зірка" (№ 9131).
Після закінчення війни М. П. Гугнін тривалий час продовжував службу у ВПС, передаючи досвід молодим. У 1951 році закінчив Військово-Повітряну академію. Отримавши звання підполковник, він, як бойовий льотчик, що володіє величезним практичним досвідом, був призначений на посаду старшого інспектора-льотчика Управління бойової підготовки винищувальної авіації ВПС. А вже через 3 роки - став старшим інспектором-льотчиком винищувальної авіації при Головній інспекції Міністерства оборони СРСР.
У червні 1960 року полковник М. П. Гугнін у зв'язку зі значним скороченням Збройних Сил СРСР звільняється в запас і переходить на роботу в Громадянську авіацію. Заочно закінчує Український політехнічний інститут за спеціальністю "Технологія машинобудування".
З 1962 року працював викладачем у Кременчуцькому льотному училищі цивільної авіації (нині Кременчуцький льотний коледж Національного авіаційного університету), пізніше був начальником навчально-льотного відділу училища. Брав активну участь у військово-патріотичному вихованні молоді, часто виступав перед курсантами, школярами, студентами, працівниками міста, розповідаючи їм про бойові справи льотчиків-фронтовиків. Жив в місті Кременчук Полтавської області.
Помер 7 грудня 1987 року.

## Нагороди, пам'ять
За період служби нагороджений орденом Леніна, 3 орденами Червоного Прапора, орденами Олександра Невського, Вітчизняної війни 1-го та 2-го ступеня, 2 орденами Червоної Зірки, медалями.
В місті Кременчуці на Алеї Героїв, на граніті висічене фото та ім'я Миколи Гугніна.